# Episodi di Kojak (seconda stagione)
Questa voce contiene trame, dettagli e crediti dei registi e degli sceneggiatori della seconda stagione della serie televisiva Kojak.
Negli Stati Uniti, la serie andò in onda sulla CBS dal 15 settembre 1974 al 9 marzo 1975.
In Italia, la stagione fece la sua comparsa su Rai 1 il 19 settembre 1979 con il 19º episodio. Nella prima trasmissione italiana, gli episodi furono mandati in onda tra il 1979 e il 1982 in maniera discontinua, in un ordine non cronologico e mescolati a episodi delle altre stagioni.
| n° | Titolo originale                        | Titolo italiano                          | Prima TV USA      | Prima TV Italia   |
| -- | --------------------------------------- | ---------------------------------------- | ----------------- | ----------------- |
| 1  | The Chinatown Murders (Part 1 & 2)      | Quartiere Cinese (prima e seconda parte) | 15 settembre 1974 | 25 giugno 1980    |
| 2  | The Chinatown Murders (Part 1 & 2)      | Quartiere Cinese (prima e seconda parte) | 15 settembre 1974 | 2 luglio 1980     |
| 3  | Hush Now, Don't You Die                 | Zitta... adesso non morire               | 22 settembre 1974 |                   |
| 4  | A Very Deadly Game                      | Doppio gioco                             | 29 settembre 1974 |                   |
| 5  | Wall Street Gunslinger                  | Uno sceicco a Wall Street                | 6 ottobre 1974    | 16 luglio 1980    |
| 6  | Slay Ride                               | Una breve licenza                        | 13 ottobre 1974   |                   |
| 7  | Nursemaid                               | La balia                                 | 20 ottobre 1974   | 21 aprile 1982    |
| 8  | You Can't Tell a Hurt Man How to Holler | Nera ingratitudine                       | 27 ottobre 1974   |                   |
| 9  | The Best Judge Money Can Buy            | Il giudice Mackie                        | 3 novembre 1974   | 24 ottobre 1979   |
| 10 | A Souvenir from Atlantic City           | Un souvenir da Atlantic City             | 10 novembre 1974  | 9 luglio 1980     |
| 11 | A Killing in the Second House           | Dalle otto alle dieci                    | 17 novembre 1974  | 3 ottobre 1979    |
| 12 | The Best War in Town                    | Guerra in città                          | 24 novembre 1974  |                   |
| 13 | Cross Your Heart and Hope to Die        | Per amore di Lisa                        | 1º dicembre 1974  |                   |
| 14 | The Betrayal                            | Il tradimento                            | 15 dicembre 1974  |                   |
| 15 | Loser Takes All                         | Destinazione Giamaica                    | 22 dicembre 1974  | 31 ottobre 1979   |
| 16 | Close Cover Before Killing              | Anatomia di un incendio                  | 5 gennaio 1975    | 26 settembre 1979 |
| 17 | Acts of Desperate Men                   | Azioni di uomini disperati               | 12 gennaio 1975   | 5 maggio 1982     |
| 18 | Queen of the Gypsies                    | La regina degli zingari                  | 19 gennaio 1975   | 12 maggio 1982    |
| 19 | Night of the Piraeus                    | Gemelli pericolosi                       | 26 gennaio 1975   | 19 settembre 1979 |
| 20 | Elegy in an Asphalt Graveyard           | Elegia in un cimitero d'asfalto          | 2 febbraio 1975   | 14 aprile 1982    |
| 21 | The Good Luck Bomber                    | Firmato «buona fortuna»                  | 9 febbraio 1975   | 17 ottobre 1979   |
| 22 | Unwanted Partners                       | Amici d'infanzia                         | 16 febbraio 1975  |                   |
| 23 | Two-Four-Six for Two Hundred            | Pittori notturni                         | 23 febbraio 1975  | 29 settembre 1982 |
| 24 | The Trade-Off                           | Codice postale                           | 2 marzo 1975      | 10 ottobre 1979   |
| 25 | I Want to Report a Dream                | Reportage di un sogno                    | 9 marzo 1975      |                   |

## Anatomia di un incendio
- Titolo originale: Close Cover Before Killing
- Diretto da: Sigmund Neufeld Jr.
- Scritto da: Abby Mann, Peter S. Fischer, Selwyn Raab
- Interpreti: Telly Savalas - Lt. Theo Kojak, Dan Frazer - Capt. Frank McNeil, Kevin Dobson - Det. Bobby Crocker, George Savalas - Det. Stavros, Alex Rocco - Morton Tallman, George Savalas - Det. Stavros, David Ackroyd - Vincent Hackley, Nate Esformes - Leonard Tapler, Catlin Adams - Theresa Ryan. Richard X. Slattery - Egan, Ben Hammer - Nick Vane, Anne Wyndham - Linda, Erik Estrada - Luis, Candice Azzara - Agnes, Darrell Zwerling - Agajanian. Robert De Anda - Mando, Vic Christy - Hood, Ken Clayton - Detective, Vince Conti - Det. Rizzo

### Trama
Un imprenditore commissiona un incendio doloso alla sua attività, ma il suo socio Nick vuole dirlo alla polizia. Il socio viene ucciso e occultato nell'incendio. L'autopsia dimostrerà l'omicidio prima dell'incendio. Ci saranno due persone che verranno viste sul luogo dell'incendio, ma non avranno ruolo nello stesso, erano lì per motivi personali come amanti.